# Otto Hettner

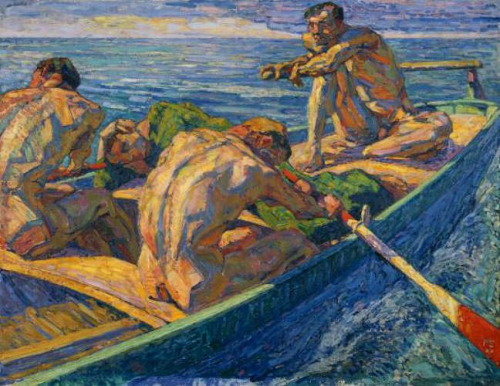
Otto Hettner Remeros

Otto Hettner (* 27. enero de 1875 en Dresde; † 19 de abril de 1931) fue un pintor, artista gráfico, escultor y profesor alemán de la Academia de Bellas Artes de Dresde.

## Vida
Otto Hettner era hijo del historiador literario Hermann Julius Theodor Hettner (1821-1882) y Anna Grahl (1838-1897), hija del pintor de miniaturas August Grahl.
En 1897 negoció la venta de obras gráficas de Edvard Munch a través de la Galería Ernst Arnold en Dresde, cuyo estudio en París ocupó durante la ausencia de Munch en 1903 y 1904. Durante esta época, Hettner estudió con Robert Poetzelberger en la Escuela de Arte de Karlsruhe y en la Académie Julian de París.
De 1904 a 1911 Hettner vivió en Florencia, donde la francesa Jeanne Alexandrine Thibert (1878-1958), que murió el 26 de octubre de 1905, trajo al mundo a su hijo Roland Hettner (1905-1978) , quien más tarde también trabajaría como artista gráfico. En mayo de 1907 se casó con Jeanne Thibert (1878-1958) en Londres. Su hija Sabine Hettner nació poco después.
Hettner regresó a Dresde con su familia en 1913 y estudió en la Academia de Bellas Artes. En 1916 formó parte de la junta directiva de la Freie Secession, y al año siguiente entró a trabajar en la Academia de Bellas Artes, donde trabajó de 1918 a 1927 como profesor y durante un tiempo como presidente.
Para los editores respetados de la época, como B. Avalun-Verlag, Marees-Gesellschaft y Pan-Press, Hettner ilustró varias series de impresiones de prensa. Entre las obras que litografió se encuentran Florindo de Hugo von Hofmannsthal y la Galatea de Cervantes, que aparecieron como grabados de Avalun, y El terremoto en Chile de Heinrich von Kleist.
Las obras de Hettner fueron consideradas "degeneradas" por los nazis. En 1937, como parte de la campaña “ Arte Degenerado ”, 15 de sus obras fueron confiscadas del Kunsthütte Chemnitz, del Museo Municipal de Arte y Oficios en Dortmund, el Museo de Artes y Oficios en Stettin, el Museo del Castillo en Weimar, el Museo Nacional de Berlín y de la Galería Municipal de Arte de Mannheim .

## Obra

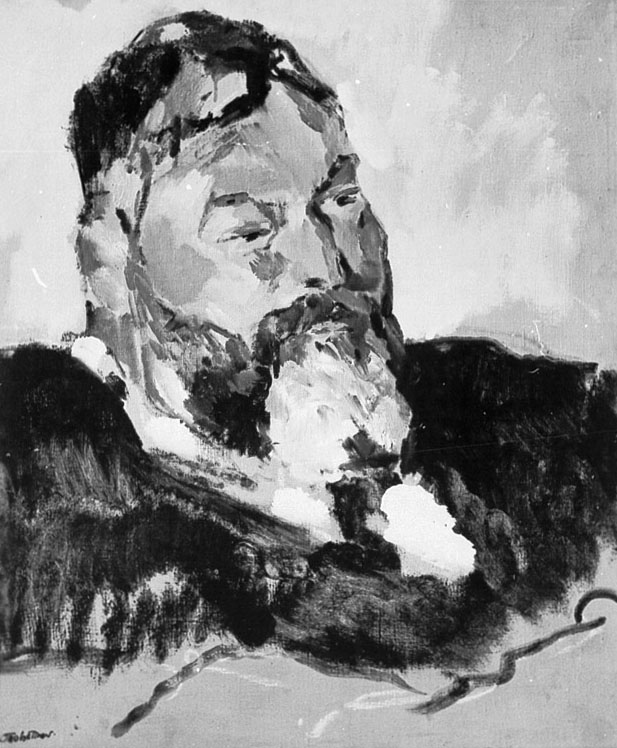
Retrato de Theodor Däubler, fecha desconocida, pintado por Otto Hettner

- La comedia, siglo XIX-XX, Museo de Bellas Artes de San Francisco
- Fiesta de la Primavera, 1903
- Banco del parque bajo los árboles, vista de las casas en las laderas y una llanura, 1903
- La Barca, 1910 (óleo sobre lienzo)
- Job (pintura sobre tabla, óleo, 1919; confiscada en 1937 en la campaña “Arte Degenerado” del Palacio del Príncipe Heredero de Berlín, que pertenecía a la Galería Nacional)
- Dehefa de Trujihio, Dibujo-Acuarela Paisaje Mediterráneo, 38×50, 11. enero de 1928
- Retrato de Alfred Sohn-Rethel, 1928 (óleo sobre lienzo)[3]
- Retrato de su hijo Roland Hettner, 1928 (óleo sobre lienzo)[4]
- Par
- Durmiendo

## Enlaces web
- Bibliografía relacionada con Otto Hettner en el catálogo de la Biblioteca Nacional de Alemania.
- Biografía de Otto Hettner en www.eart.de Archivado el 29 de octubre de 2020 en Wayback Machine.
- Otto Hettner y Edvard Munch de los años 1897-1922